# Aşıklı Höyük

## Introduktion
Aşıklı Höyük er en bebyggelse i Tyrkiet beliggende næsten 1 kilometer syd for landsbyen Kızılkaya på breden af Melendiz brook, og 25 kilometer sydøst for Aksaray.
Aşıklı er beliggende i et område dækket af vulkansk materiale af det centrale Capadocia i Aksaray-provinsen, og bliver i arkæologiske kontekster beskrevet som beliggende i det centrale Anatolien. Det arkæologiske område Aşıklı Höyük blev først beboet i den yngre stenalder (Neolitisk tid), omkring 8000 f.kr. Aşıklı Höyük var beboet i omkring 1000 år før det blev forladt hvilket efterlod en høj (Tell) på 40.000km2, med en højde på op til 16 meter hvilket indikerer en bebyggelse med høj intensitet og stort befolkningstal. 

## Arkitektur
Ændringerne i arkitekturen ved Aşıklı Höyük følger de almene normer for området i neolitisk tid men er dog forsinket. I denne periode er det et alment observeret fænomen at arkitekturen ved permanente bebyggelser går fra semi-underjordiske cirkulære huse, til firkantede/rektangulære huse som bygges på jordoverfladen. Denne ændring er brugt i størstedelen af syd-vest asien som overgangen fra den såkaldte PPNA periode til PPNB perioden (Præ-keramisk neolitikum/Pre-pottery Neolithic A og B. Se den engelske wiki-side for disse perioder). I hovedparten af den Frugtbare halvmåne ser man overgangen fra cirkulær semi-underjordisk arkitektur til rektangulær arkitektur omkring 9000-8000 f.kr. hvorimod at ved Aşıklı Höyük ses ændringen først 1000 år senere. Grunden til denne forskel i hvornår ændringerne skete menes af nogen at være Taurus bjergene som adskiller det centrale Anatolien fra den nordlige del af Levanten hvor disse ændringer først ses. Taurus bjergene er svære at passere og dette har resulteret i en begrænset tilstrømning af migranter og nye ideer fra Levanten. 